# Alcázar de los Reyes Cristianos
El Alcázar de los Reyes Cristianos fue una antigua residencia real de la ciudad de Córdoba, España, ubicado en uno de los márgenes del río Guadalquivir. Los primeros restos arqueológicos corresponden a un castellum tardoantiguo, que más tarde fue sustituido por el Alcázar de los Omeyas y finalmente por una alcazaba almohade. Tras la conquista cristiana, los castellanos reutilizaron parte de esta alcazaba almohade como su acceso principal, el patio de crucero y los baños, aunque parece que las nuevas reformas se terminaron en 1328 durante el reinado de Alfonso XI. Los Reyes Católicos fueron los últimos monarcas que residieron en él, especialmente debido a la Guerra de Granada, de hecho, el emir Boabdil estuvo apresado y más tarde liberado tras aceptar su vasallaje castellano.
Tras la conquista granadina en 1492, la fortaleza fue sede del Tribunal de la Inquisición española hasta su abolición por las Cortes de Cádiz en 1812, cuando se convirtió en cárcel civil hasta la Segunda República, siendo declarado Monumento Histórico en 1931.Durante la década de 1950 sufrió grandes restauraciones por el alcalde Antonio Cruz Conde para su apertura al público en 1960.  
Forma parte del centro histórico de Córdoba, declarado Patrimonio de la Humanidad por la Unesco en 1994.En 2024 recibió 706.401 visitantes, siendo el segundo monumento más visitado de Córdoba después de la Mezquita.

## Historia

### Antecedentes romanos e islámicos

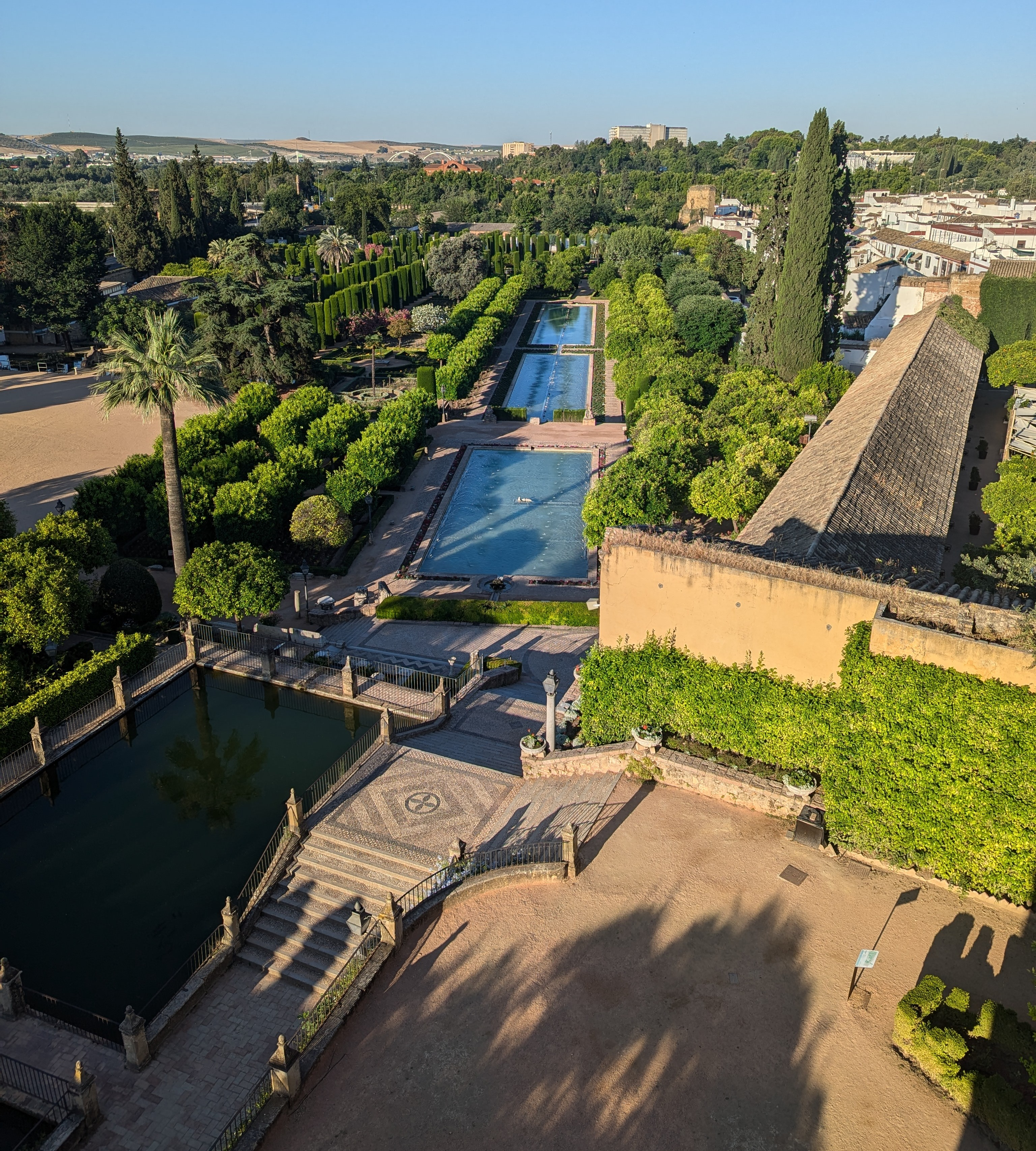
Vista de los jardines desde la torre de los Leones

Los restos más antiguos se han hallado en el patio de las Mujeres, donde se ha encontrado el lienzo meridional de la muralla romana realizado en el siglo I tras la refundación realizada por el emperador Augusto, cuando Corduba se convirtió en capital de la Bética romana. Al sur de esta muralla también se encontró un mosaico con peces, lo que confirma este espacio como barrio portuario, más que como aduana tal y como se venía pensando. Entre los siglos III y IV este barrio desapareció, parece que se transformó en un área industrial, donde se refuerzan las murallas debido al aumento del caudal del Guadalquivir. En el siglo V se construyó un gran castellum tardoantiguo, adosado a la antigua muralla, del que formaban parte las columnas forradas y puertas cegadas que se aprecian en el patio de las Mujeres y en el patio Mudéjar que tenía la función de proteger el puente romano y el puerto fluvial.
Durante el Emirato de Córdoba se construyó el denominado Alcázar andalusí que fue residencia real durante varios siglos. Los jardines fueron construidos bajo el mandato de Abderramán II (822-852), ya que fue entonces cuando se construyó un acueducto que llevaba agua desde el Guadalquivir hasta la fortaleza. El Alcázar perdió relevancia con la instauración del Califato de Córdoba y el traslado de la corte a Medina Azahara, aunque tras la caída del Califato volvió a ser residencia real.
Durante la dominación del Imperio almohade, probablemente del califa Abu Yaacub Yusuf (1171-72), se derribaron las estancias omeyas y se construyó una nueva alcazaba almohade, de la que aún puede observarse un muro de 6 metros en el patio de Mujeres y una gran cloaca. En febrero de 2023, durante las obras de mejora de la accesibilidad del Alcázar, se halló tras la denominada puerta Barroca un gran arco almohade del último tercio del siglo XII, que había quedado enmascarado por la misma y otras estructuras coetáneas. Este hallazgo confirmó la existencia de una importante fase almohade en el recinto, así como desmintió la creencia anterior de que, tras la caída del Califato Omeya, no hubo ninguna intervención arquitectónica de envergadura en la ciudad.

### Residencia real(1236-1492)

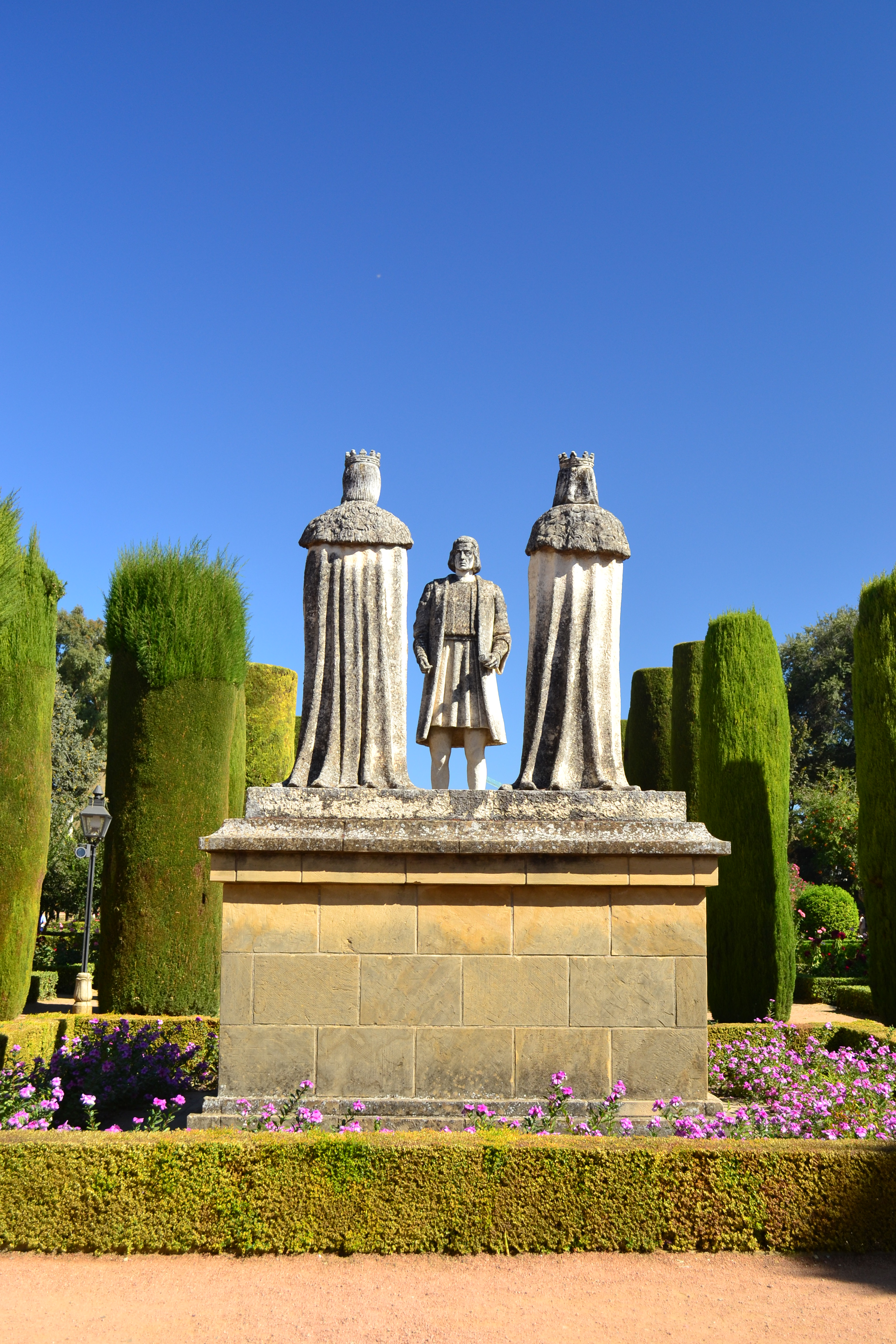
Monumento realizado por Pablo Yusti representando la audiencia de los Reyes Católicos y Cristóbal Colón en el Alcázar

Tras la conquista castellana de la ciudad en 1236, el solar ocupado por el antiguo alcázar andalusí fue repartido entre el rey Fernando III, el obispo Lope de Fitero, algunos nobles y la Orden de Calatrava. En su interior se construyó la capilla de Eustaquio, aunque se desconoce su ubicación actualmente. En 1313 los monjes agustinos obtuvieron permiso para instalarse en el interior del alcázar real debido a los ataques provenientes del Reino nazarí de Granada. No obstante, apenas habitaron la fortaleza unos años, pues en 1328 Alfonso XI de Castilla compró parte del terreno a los monjes y les cedió un nuevo espacio donde construyeron la iglesia de san Agustín con el objetivo de construir una nueva fortaleza. Las obras comenzaron ese mismo año, aunque parece que continuaban en 1350, incluyendo unos baños mudéjares a imitación de los islámicos, actualmente conocidos como baños de doña Leonor por Leonor de Guzmán, amante de Alfonso XI, aunque parece que su traza es almohade.
A partir de ese instante acaba convirtiéndose en residencia real castellana, sufriendo además diversos conflictos bélicos como la Primera guerra civil castellana, en la que Pedro I atacó la fortaleza, defendida por su hermanastro, el futuro Enrique II de Trastámara. Este último monarca reforzaría las murallas y construiría nuevas torres albarranas. Enrique IV celebró su matrimonio con la dama portuguesa Juana de Avis en el Alcázar en 1455, para lo que se adecentaron sus estancias. El hermano mayor del futuro Gran Capitán, Alonso de Aguilar, retuvo el castillo brevemente en su poder durante la Guerra por la sucesión de Enrique IV, en el que se rebeló contra la monarquía y se declaró a favor del hermano del monarca, Alfonso de Castilla.
Los últimos monarcas que habitaron el Alcázar fueron los Reyes Católicos, quienes realizaron numerosas reformas durante los ocho años que habitaron la fortaleza, desde donde dirigieron la campaña contra el Reino nazarí de Granada y planeaban la conquista de las islas Canarias. Sus planes fueron un éxito, ya que Abenchara, esposa del rey canario Fernando Guanarteme, fue apresada y trasladada al Alcázar en agosto de 1482, siendo encomendada a Juan de Frías, alcaide del Alcázar, y dando a luz un mes más tarde a Catalina Fernández Guanarteme, mientras que su esposo se reunió con ella el 15 de agosto de 1483. Asimismo, la conquista granadina también avanzaba satisfactoriamente, el emir nazarí Boabdil fue apresado tras la batalla de Lucena en abril de 1483 y fue encarcelado en el Alcázar, siendo liberado en agosto tras firmar su vasallaje a los Reyes Católicos, entregar a su hijo Ahmed como rehén y pagar 12.000 doblas de oro. Las crónicas dicen que Fernando el Católico se enorgullecía de pasear a caballo por las calles cordobesas junto a los monarcas de Canarias y Granada.
Además, Isabel la Católica dio a luz en el Alcázar el 29 de junio de 1482 a la que sería futura reina de Portugal, María de Aragón. Los jardines se deterioraron debido a que Isabel mandó parar la noria de la Albolafia, que regaba los mismos, ya que el ruido no la dejaba descansar. En la torre del Homenaje del complejo, Cristóbal Colón solicitó fondos para su expedición marítima en el año 1486.

### Cárcel de la Santa Inquisición(1492-1812)

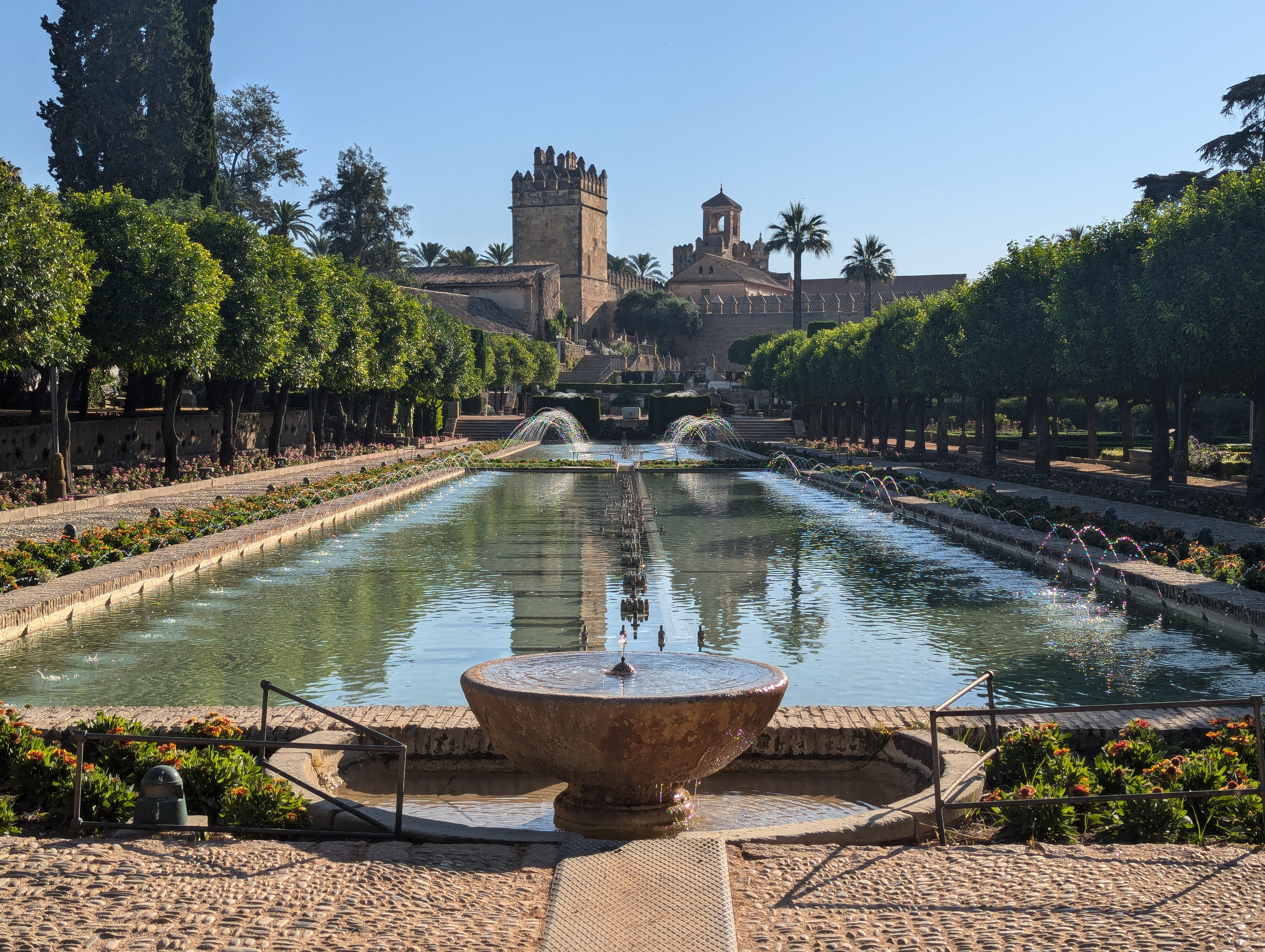
Vista desde el Jardín bajo

Tras la campaña de Granada y la finalización de las campañas contra los musulmanes en España, los Reyes Católicos cedieron el inmueble a las autoridades eclesiásticas, las cuales lo convirtieron en Tribunal del Santo Oficio, perdiendo entonces su carácter palaciego. Dicha institución realizó diversas obras para adaptar el edificio al nuevo uso, especialmente la creación de celdas para los prisioneros, en la que fueron transformados por ejemplo los baños mudéjares, o la construcción de la capilla de la Inquisición durante el siglo XVIII. Uno de los inquisidores más crueles que habitaron el Alcázar fue Diego Rodríguez de Lucero, que mandó quemar en la hoguera a 107 personas en un auto de fe en 1504; esta situación continuó y la ciudadanía, hastiada, invadió el Alcázar y liberó a más de 400 prisioneros. Lucero tuvo que huir dirección a Sevilla en lo que hubiera sido su muerte a manos del pueblo.

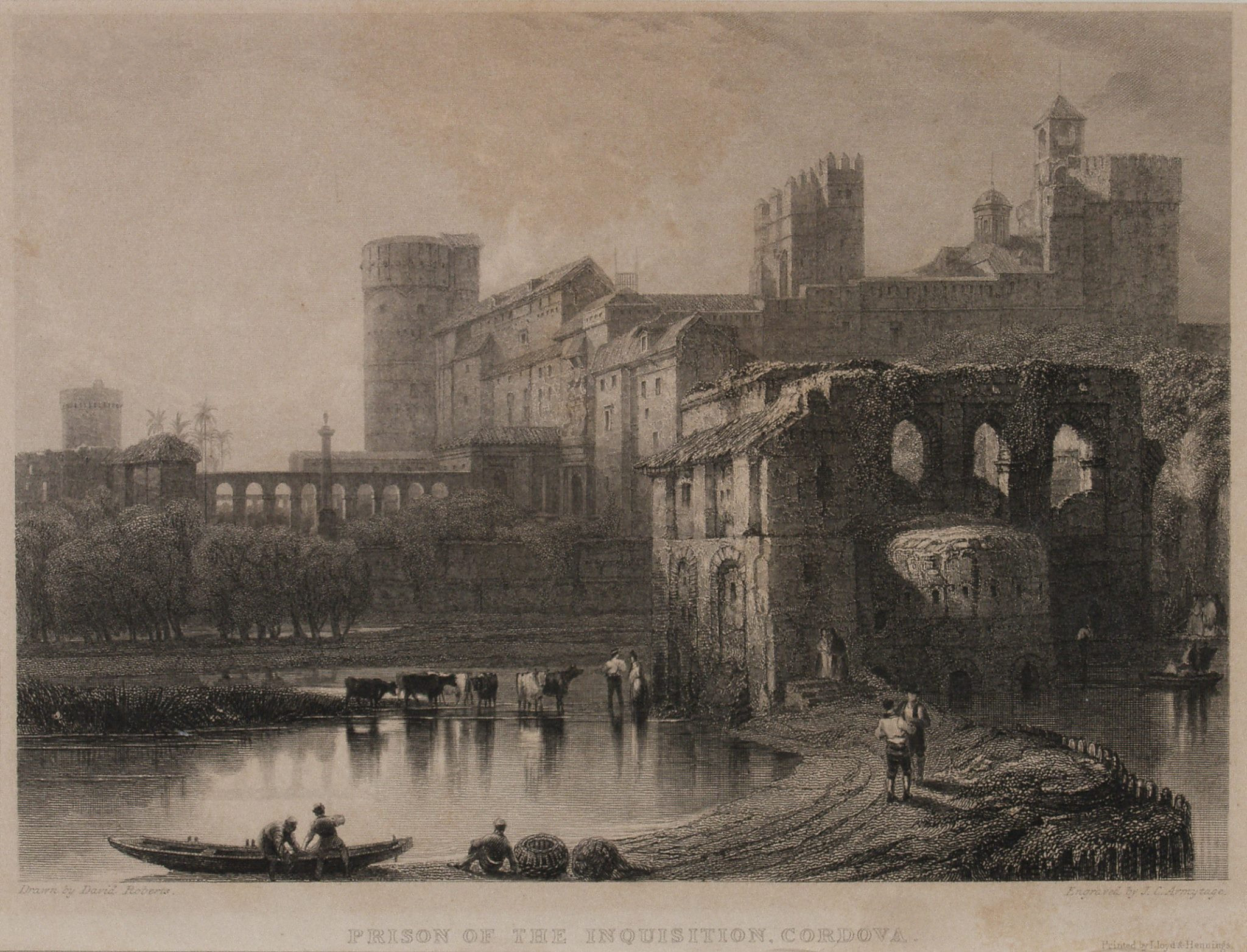
La Prisión de la Inquisición de Córdoba, una obra del grabador inglés David Roberts

### Cárcel municipal(1812-1941)
En 1812, y tras la abolición por parte de las Cortes Constituyentes de Cádiz del Tribunal de la Inquisición, se convirtió en la cárcel municipal, antes ubicada en el actual Mercado de Sánchez Peña de la plaza de la Corredera. Este nuevo uso trajo consigo una remodelación en 1820 llevada a cabo por el arquitecto municipal Pedro de Lara con un presupuesto de 35.000 reales, en la que se cegaron los arcos del patio Mudéjar para la habilitación de nuevos calabozos. En 1931, durante la Segunda República Española, fue declarado Monumento Histórico y pasó a destinarse como cuartel militar. No obstante, tras la guerra civil española, se concentraron aquí numerosos presos del bando republicano, que obligaron al Régimen franquista a construir la cárcel de Fátima en 1941 y dejar el Alcázar como administración militar.

## Recuperación y eventos

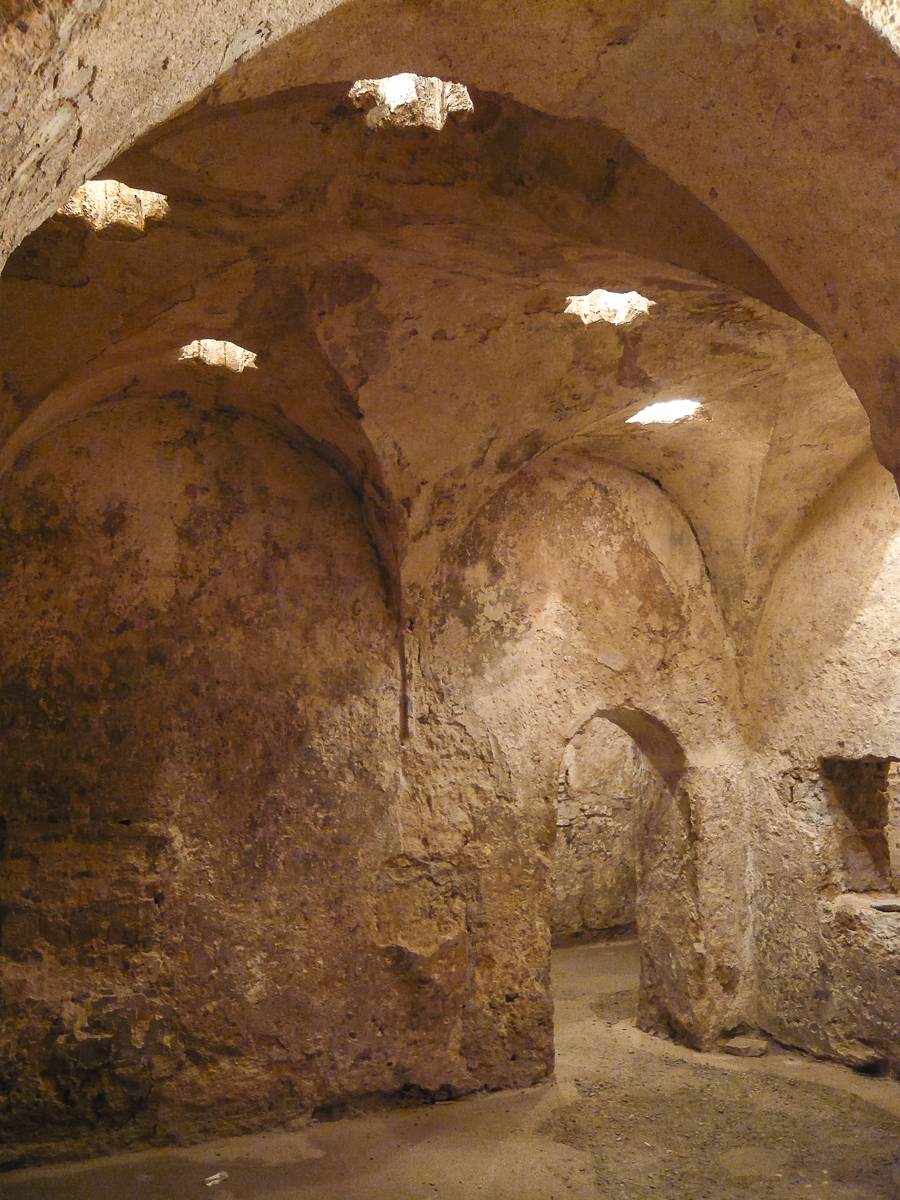
Baños tradicionalmente llamados de doña Leonor, aunque parecen pertenecer a la antigua alcazaba almohade

No fue hasta 1951, cuando Córdoba entró a formar parte de ciudades que mantuvieron alguna relación con Isabel la Católica, cuando el entonces alcalde Antonio Cruz Conde decide recuperar este espacio para la ciudadanía y aprueba un proyecto de restauración apoyado por la Real Academia de Córdoba. La tarea no fue sencilla, tal y como expresa el mismo alcalde en sus memorias.

De  resultas,  el  Alcázar  hubo  que  tomarlo  como  acción  de  guerra.  Primero  un  torreón,  después  otro  y  así  pieza  por  pieza,  según  conseguíamos  que  fuesen  desalojando  la  documentación  de  los  juzgados militares y algún material, municiones, etc., todo inservible.
Antonio Cruz Conde

La puerta bajo la torre de los Leones se descubrió en 1952, debido a que la mayoría de los accesos habían sido cegados para albergar celdas; mientras que los baños mudéjares aparecieron un año después. En 1955 el Ministerio de Educación Nacional cedió la huerta al Ayuntamiento para la construcción de los jardines a cambio de otro espacio y un año después comenzaron las obras, llevadas a cabo por los arquitectos Víctor Escribano Ucelay y José Rebollo Dicenta con ayuda de Francisco Prieto Moreno, arquitecto de la Alhambra. En 1957 se pavimenta con mármol blanco, se arreglan fuentes y estanques, se reforman murallas y se construyen almenas. El 26 de octubre de 1958 el ministro de Educación Jesús Rubio García-Mina inaugura la primera fase de la restauración, mientras que el monumento se abre por primera vez al público finalmente en 1960. Uno de los primeros actos que se celebraron fue la entrega de la Llave de Oro del Cante al cantaor flamenco Antonio Mairena el 21 de mayo de 1962. El reconocimiento culmen al Alcázar vino cuando la Unesco decidió incluirlo como Patrimonio de la Humanidad en la denominación de Centro histórico de Córdoba en 1994.

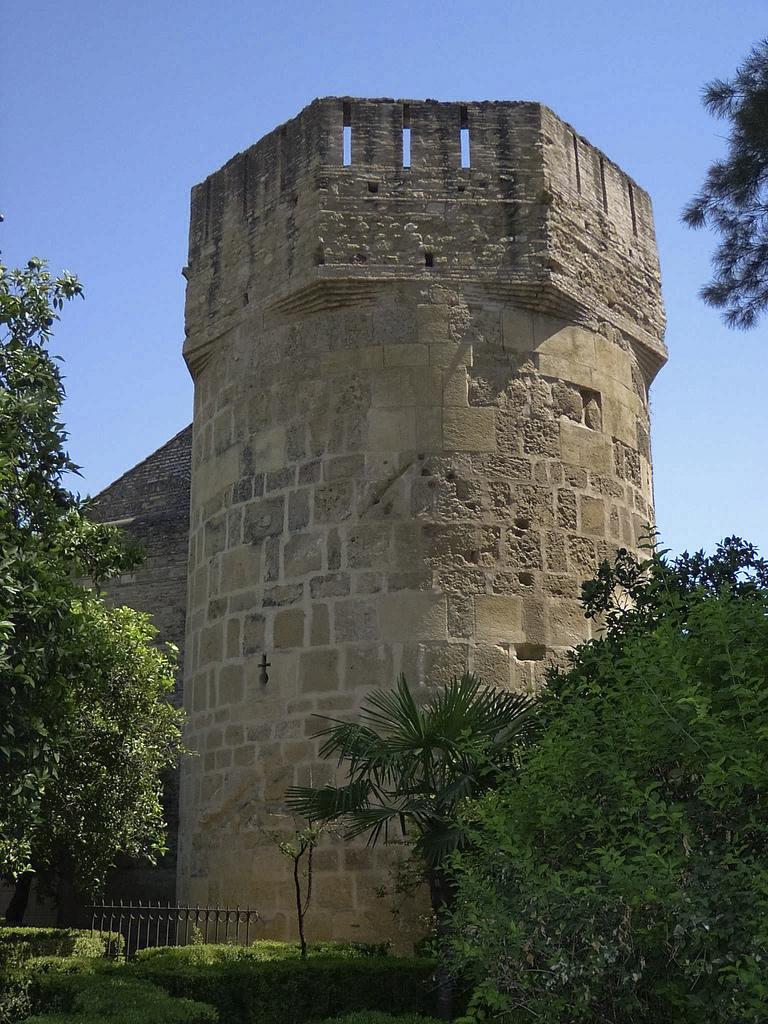
La torre de la Inquisición fue restaurada entre 2019 y 2020

El 19 de octubre de 1996 se casaba en el Salón de los Mosaicos el entonces vicepresidente del Gobierno y ministro de Presidencia Francisco Álvarez-Cascos y la cordobesa Gema Ruiz. El evento fue un acontecimiento relevante en la prensa rosa debido a la asistencia del Gobierno español, incluyendo el presidente del Gobierno José María Aznar y su esposa Ana Botella, el vicepresidente económico Rodrigo Rato, la ministra de Cultura Esperanza Aguirre, el ministro de Trabajo Javier Arenas, así como Francisco Correa, quien más adelante se jactaría de haber pagado el enlace. El alcalde de Córdoba Rafael Merino ofició la ceremonia. Manuel Fraga se negó a acudir debido a que se trataba de un enlace civil, mientras que el obispo de Córdoba también lo criticó por este hecho.
Actualmente el Alcázar es sede de diferentes eventos municipales, como la celebración de bodas civiles impartidas por diferentes ediles cordobeses, así como sede y exposición de presentaciones varias. Los jardines siguen regándose desde el acueducto romano Aqua Fontis Aureae que trae agua desde Sierra Morena. El 17 de septiembre de 2021 la ministra de Defensa Margarita Robles firmó en el Salón de los Mosaicos del Alcázar junto al presidente de Andalucía Juan Manuel Moreno y el alcalde de Córdoba José María Bellido el convenio para situar la Base Logística del Ejército en la ciudad.

### Últimas restauraciones
En 2014 se anunció un gran proyecto de restauración para hacer visitables las áreas del Alcázar que continúan cerradas al público. Así pues, entre 2015 y 2016 se ejecutó la primera fase, que consistió en la recuperación de los restos arqueológicos del patio de Mujeres junto a la construcción de una pasarela, así como la instalación de dos ascensores para mejorar la accesibilidad. Entre septiembre de 2019 y marzo de 2020 se restauró la torre de la Inquisición, a falta de un proyecto de musealización de la misma. En enero de 2022 comenzaron nuevas obras en la fachada sur para el futuro acceso al Alcázar por la puerta Barroca, la original del conjunto, así como en el muro occidental para mejorar la accesibilidad,acceso que fue abierto el 29 de septiembre de 2023. A finales de octubre de 2024 comenzaron unas obras en la torre del Homenaje y el Salón de los Mosaicos que obligaron a cerrar todo el interior del Alcázar el 2 de julio de 2025, permaneciendo abiertos únicamente los jardines hasta nuevo aviso.

## Torres
El Alcázar se encuentra rematado por cuatro torres, dando al edificio una forma casi cuadrada.
- La torre del Homenaje, de planta octogonal, se encuentra en la esquina noreste. Dicho nombre proviene de los juramentos que solían realizar en este lugar para proteger el alcázar. Anteriormente también fue conocida como torre del Reloj debido a un reloj que hubo en la misma y que fue desmontado a principios del siglo XX.[36]
- La torre de los Leones, de planta cuadrada, se encuentra en la esquina noroeste. Existe un acceso por este torre, aunque es de época moderna, abierto en 1662. Además, se trasladó a esta entrada un escudo de Felipe II proveniente del antiguo Ayuntamiento en calle Capitulares.[36] Se trata de la torre más antigua, datando del siglo XIII.[37] Recibe su nombre de unas gárgolas con forma de león que se encuentran en su parte superior.[37][38] En su interior encontramos dos plantas; en la planta baja se halla la recepción y en la alta pudo haber estado la capilla de San Eustaquio, que sirvió de capilla a los Reyes Católicos.[39]
- La torre de la Inquisición, de planta circular, se encuentra en la esquina suroeste. Reconstruida durante el reinado de Enrique IV, recibe su nombre del hecho de que durante siglos almacenase el archivo del Tribunal de la Santa Inquisición. También fue conocida como torre de los Jardines.[40]
- La torre de la Paloma, de planta cuadrada, se encuentra en la esquina sureste. La torre original fue demolida a mediados del siglo XIX, siendo la actual una reconstrucción que data de la segunda mitad del siglo XX. También fue conocida como torre de la Vela.[41]

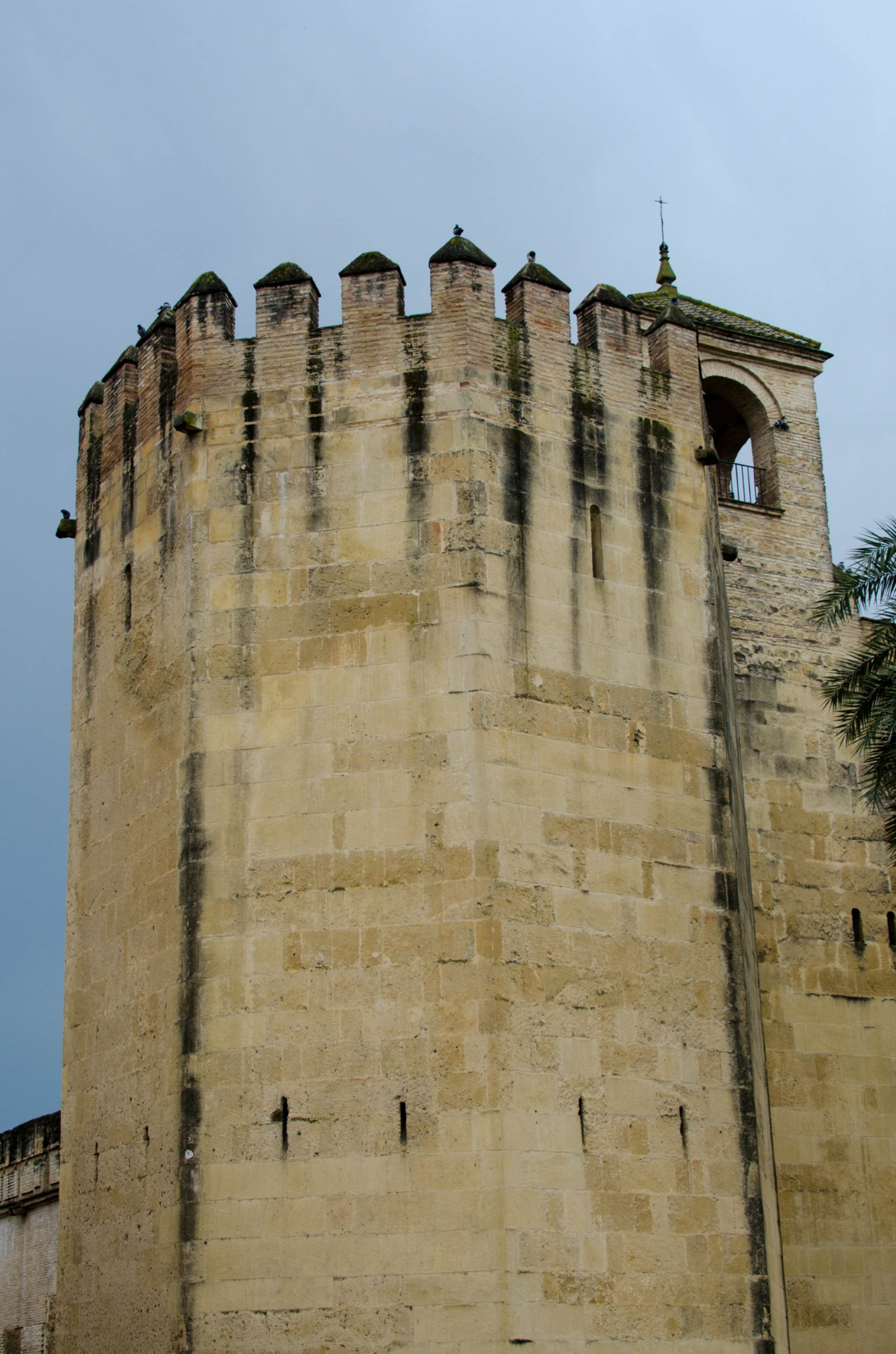
Torre del Homenaje
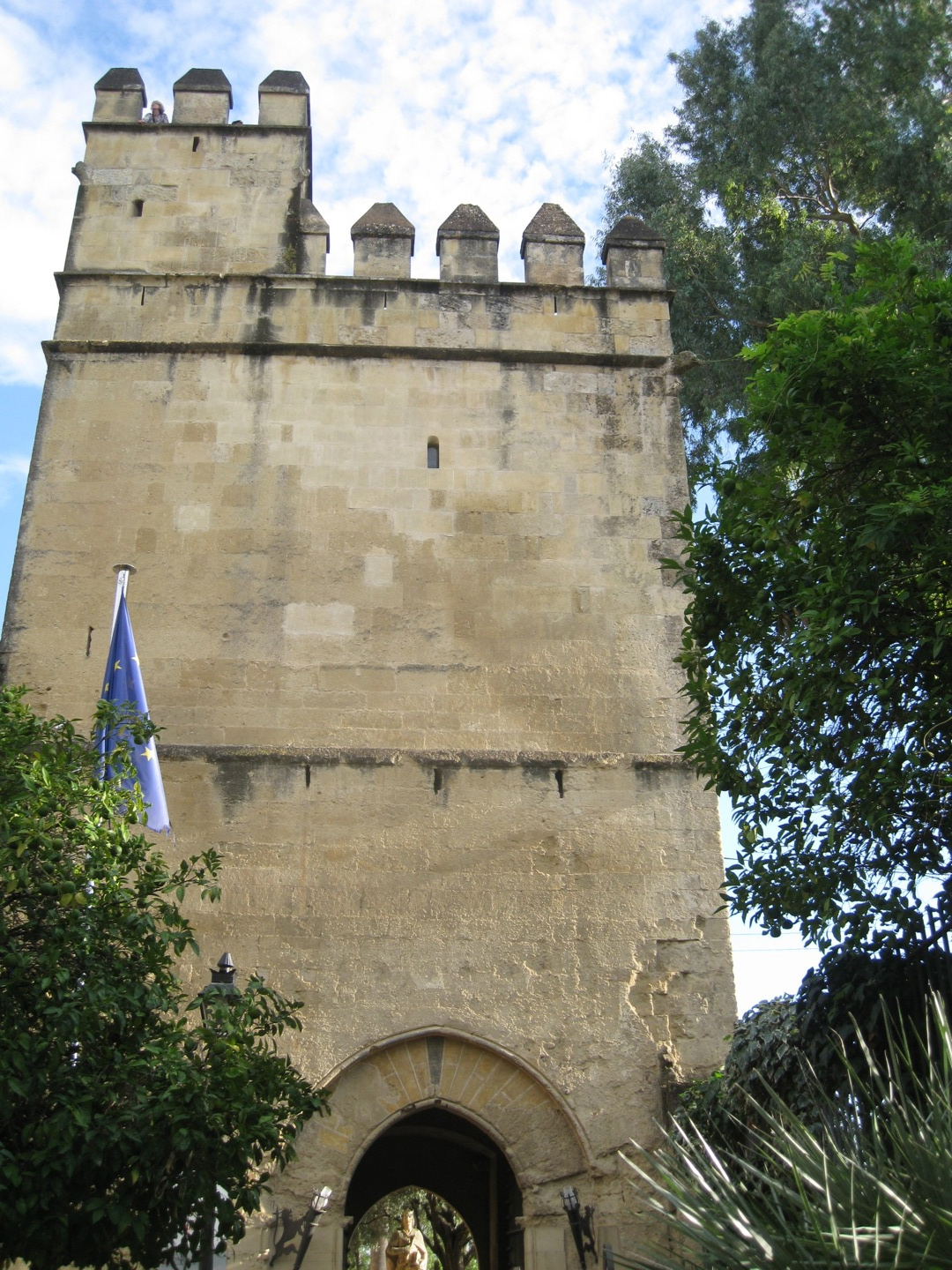
Torre de los Leones
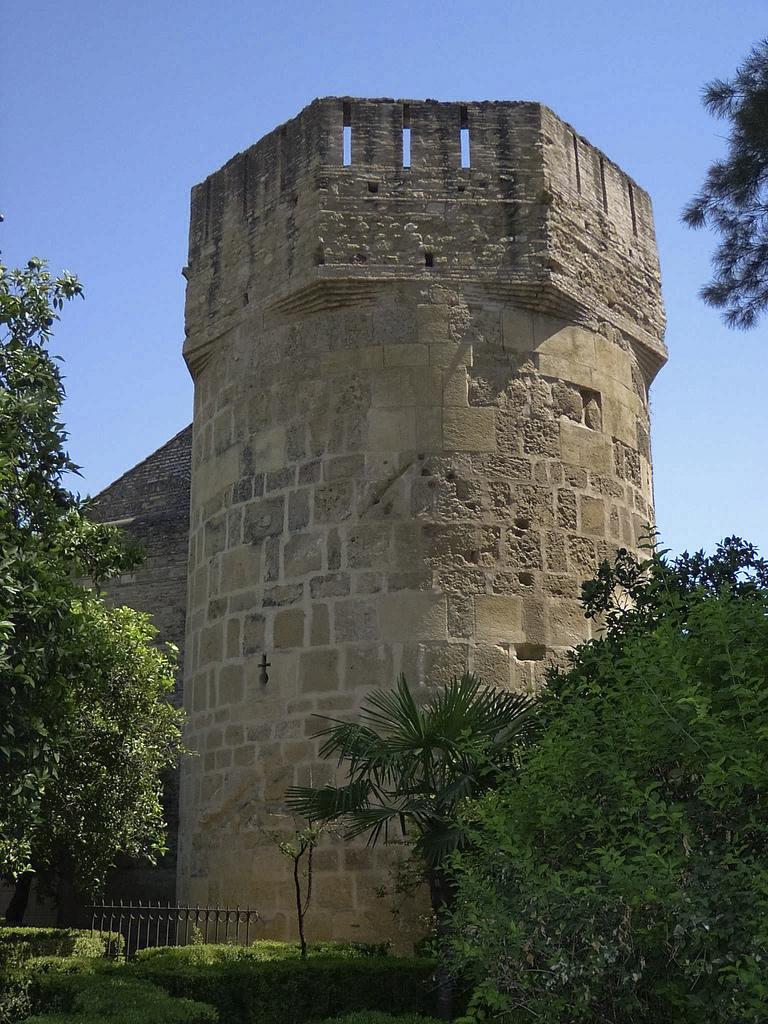
Torre de la Inquisición
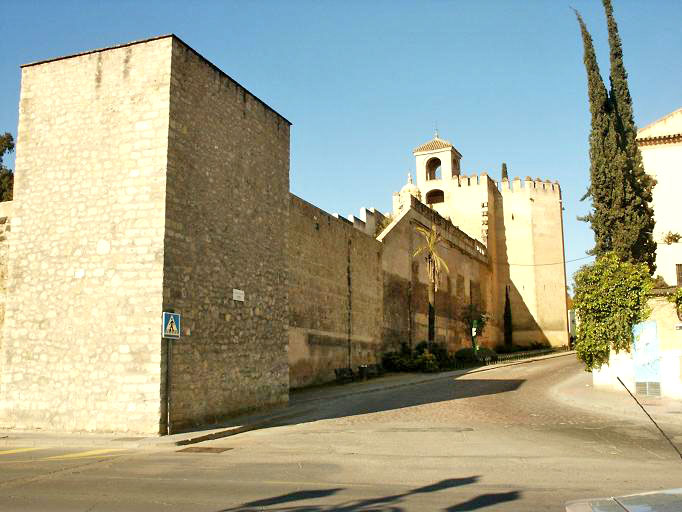
Torre de la Paloma

## Interior

### Galería

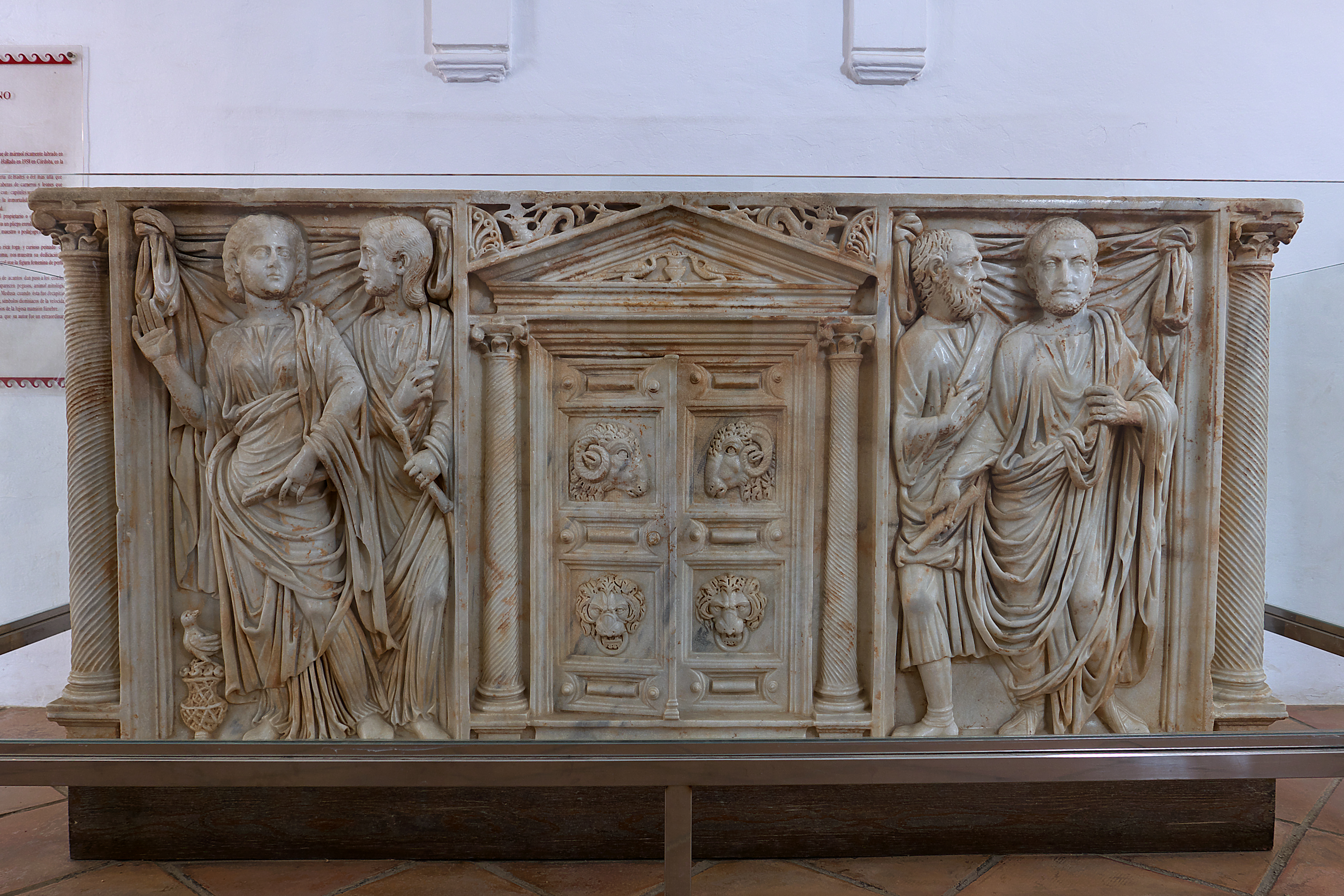
Sarcófago de las Puertas del Hades realizado en torno al año 225

La estatua de Alfonso X el Sabio realizada por Juan Polo Velasco en 1965 da la bienvenida una vez se accede por la puerta bajo la torre de los Leones. Girando a la izquierda y subiendo unos peldaños, se entra en la galería central. Desde esta galería también se sube a la torre de los Leones y al interior de la torre del Homenaje. Al comienzo de la galería se pueden apreciar dos bustos femeninos de mármol, quizá de las diosas Juno y Flora, préstamos del Museo del Prado cedidos al Ayuntamiento de Córdoba en 1925, además de un busto del filósofo cordobés y romano Séneca realizado por Mateo Inurria en 1895, con el que obtuvo la Medalla Nacional ese año. Asimismo, también se puede apreciar uno de los sarcófagos romanos mejor conservados de la península ibérica, el sarcófago de las Puertas del Hades realizado en el siglo III probablemente por una familia noble cordobesa y mandado realizar en mármol de Carrara en la península itálica para posteriormente ser trasladado a Hispania. Fue encontrado en el barrio cordobés de la Huerta de San Rafael en 1958, fue trasladado al Alcázar y en él aparecen representadas las puertas del Hades, la familia de los difuntos, así como el caballo alado Pegaso en los laterales.

### Salón de los Mosaicos

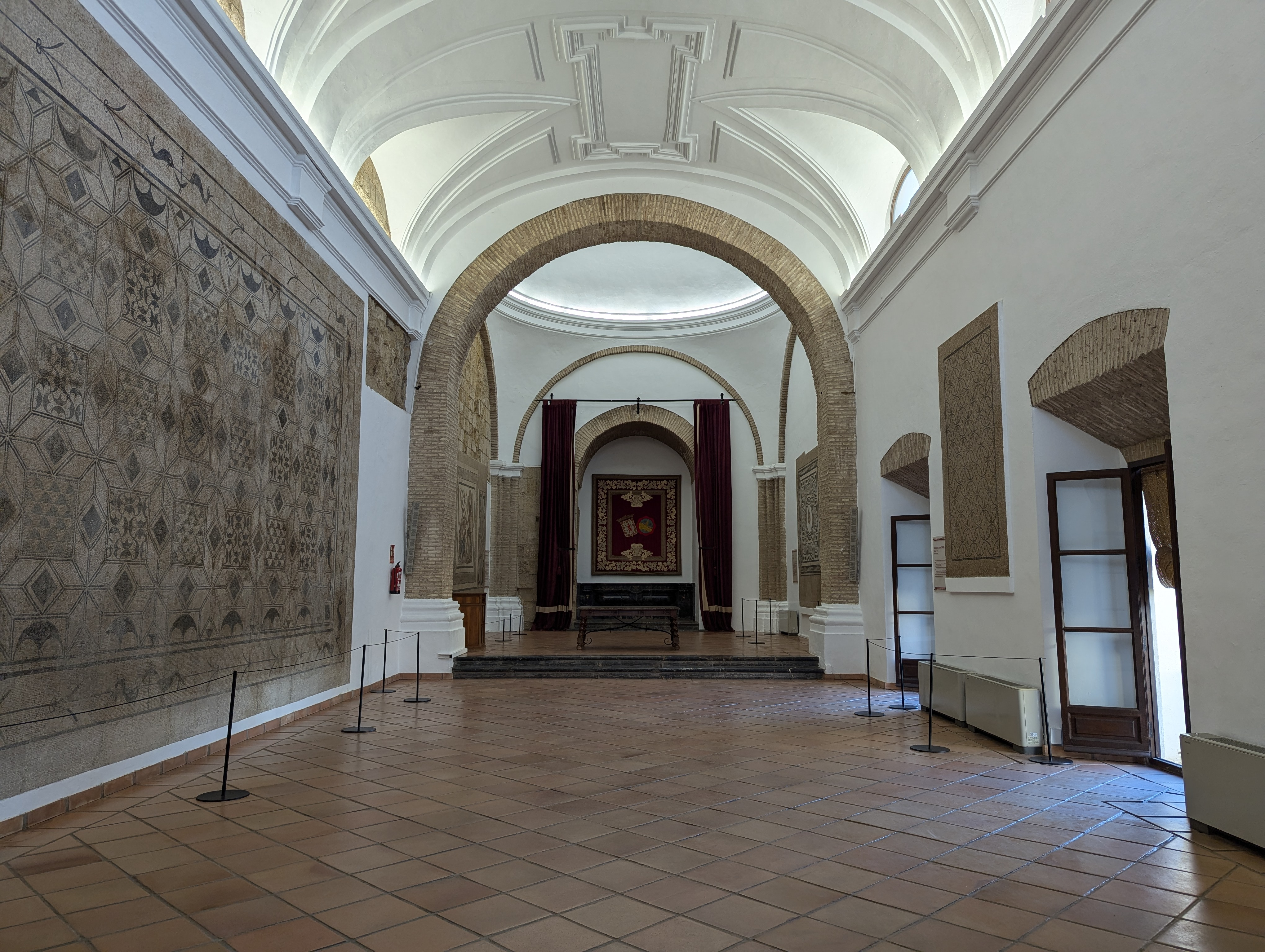
Salón de los Mosaicos

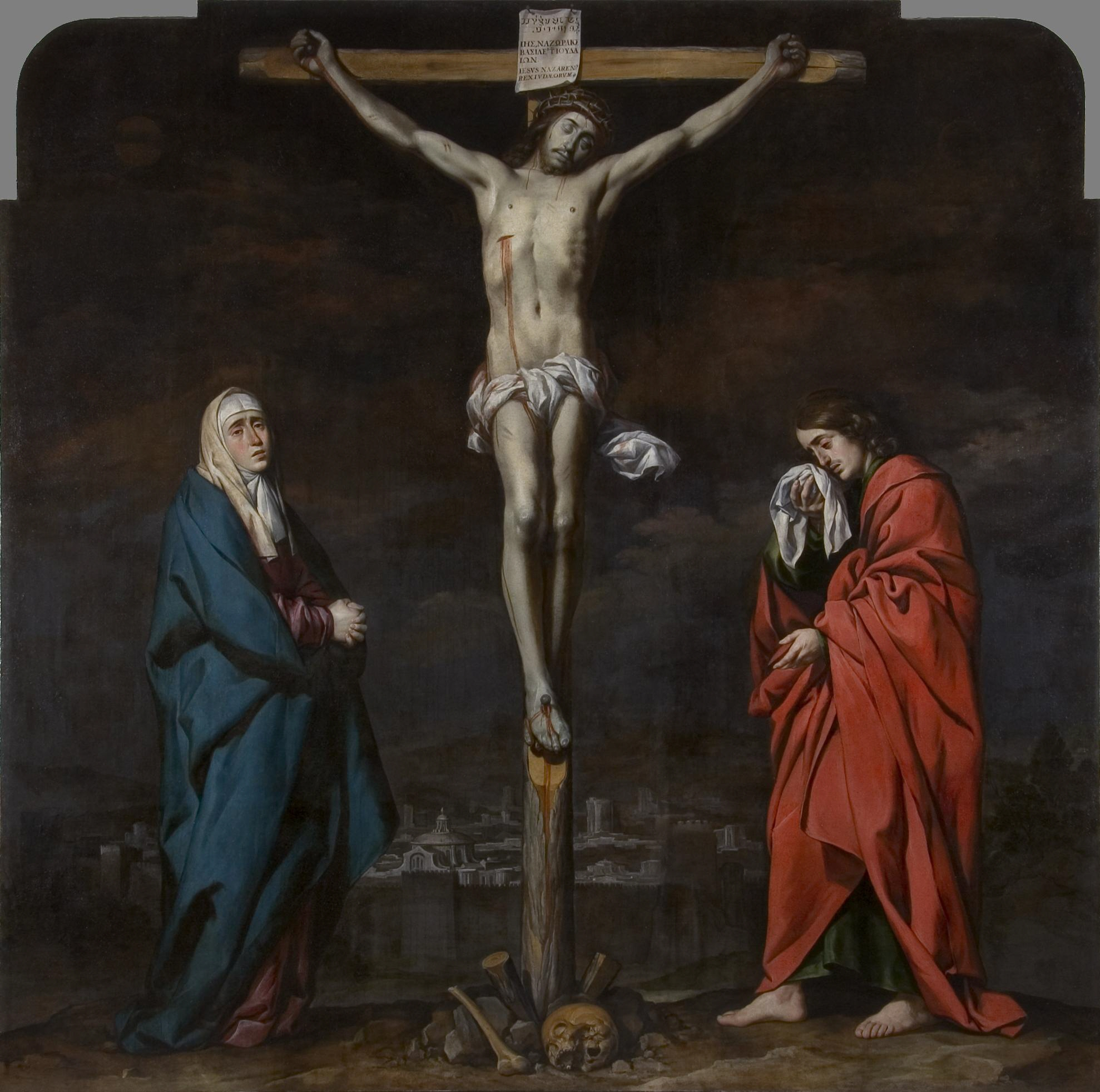
Calvario de la Inquisición, de Antonio del Castillo y Saavedra, Museo de Bellas Artes de Córdoba. Pintado para presidir el antiguo tribunal de la Inquisición, actual salón de Mosaicos, donde estaba acompañado de los retratos de los dos inquisidores mártires, San Pedro Mártir y Pedro de Arbués, pintados por el mismo Antonio del Castillo.

La sala principal del edificio, de planta rectangular y construida en el siglo XVIII, era donde estaba situada la capilla de la Santa Inquisición, donde se oficiaban los autos de fe, y tras la abolición de la misma, se convirtió en capilla de la cárcel. Durante la etapa inquisitorial, en sus estancias se encontraba la obra Calvario de la Inquisición de Antonio del Castillo (1650), así como una representación del santo Pedro de Verona y el martirio de Pedro Arbués. Entre 1958-59 se encuentran en unas obras de remodelación de la plaza de la Corredera doce impresionantes mosaicos romanos que formaban parte de una domus romana. Debido a que el Alcázar también estaba siendo restaurado, y tras la negativa de Patrimonio Nacional de ceder varios tapices, se decide trasladar ocho de las doce obras a esta antigua capilla para su decoración y desde entonces se le comienza a denominar como el Salón de los Mosaicos. Entre algunos de los mosaicos, datados de los siglos II y III, se encuentran representados el cíclope Polifemo y la ninfa Galatea, la gorgona Medusa y Eros y Psique, entre otros. En la actualidad se trata de un lugar muy solicitado por los cordobeses para contraer matrimonio civil.

### Baños árabes
A pesar de que la tradición ha indicado que el monarca Alfonso XI realizó estos baños para su amante Leonor de Guzmán, con la que tuvo diez hijos ilegítimos, no existe ninguna evidencia escrita de este hecho y las últimas hipótesis señalan que seguramente fueron unos antiguos baños árabes de la alcazaba almohade reutilizados. Se encuentran estructurados en cuatro salas: sala de vestuario, sala fría, sala templada y sala caliente, y presentan tragaluces con forma de estrella de ocho puntas. La caldera y el horno, que suministraban de agua caliente a los baños, se encontraban bajo la torre del homenaje. La construcción del actualmente denominado Salón de los Mosaicos sobre estas estancias hizo que los baños carecieran de luz natural y fueran utilizados por la Inquisición como salas de tortura. El primer plano del Alcázar realizado por Gaspar de la Peña en 1662 y conservado en el Archivo Histórico Nacional denominada a este lugar como zona "de las bóvedas".

### Patio de crucero

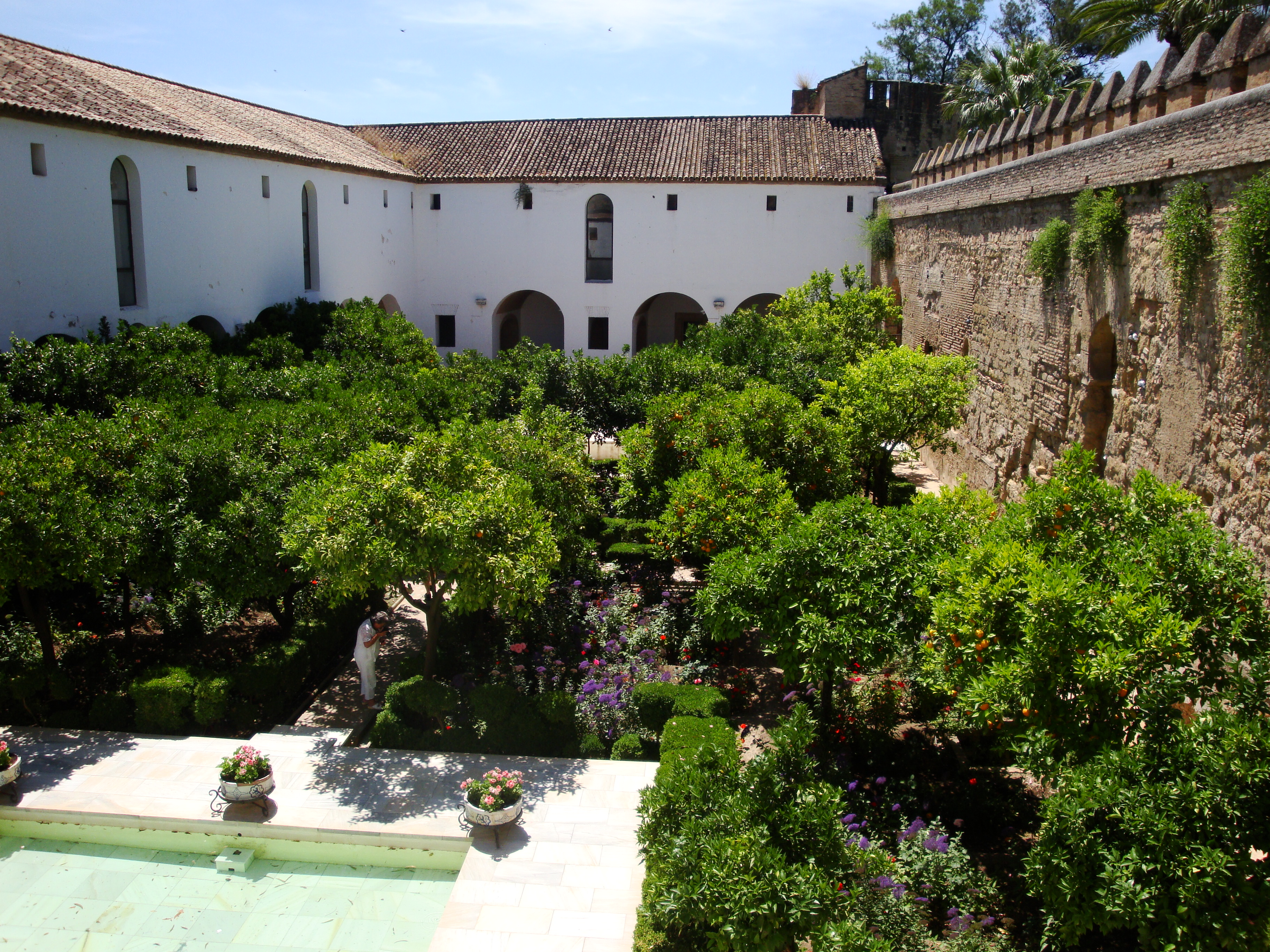
Patio de crucero, probablemente de origen almohade

Este patio se ha denominado mudéjar tradicionalmente, ya que se pensaba que fue construido en época cristiana. Sin embargo, las últimas hipótesis indican que seguramente fue un patio de crucero de la antigua alcazaba almohade, más tarde reutilizado por los castellanos.Se encuentra en el lado occidental del alcázar, es de planta cuadrada y se encuentra rodeado de galerías porticadas excepto en su cara oeste, donde se halla la muralla que conecta la torre de los Leones con la de la Inquisición y a través de la cual se puede acceder a los jardines del alcázar. El patio posee en su centro una fuente surtidor y dos estanques situados a ambos lados del mismo. Se trata del patio que mejor ha conservado su disposición primigenia, ya que durante la restauración de mediados del siglo XX, tras levantar la arena que cubría el antiguo patio de presos, a un metro de profundidad, apareció la estructura original. Asimismo, encontramos un muro con zócalos que muestran el escudo de la Corona de Castilla.

### Patio de las Mujeres

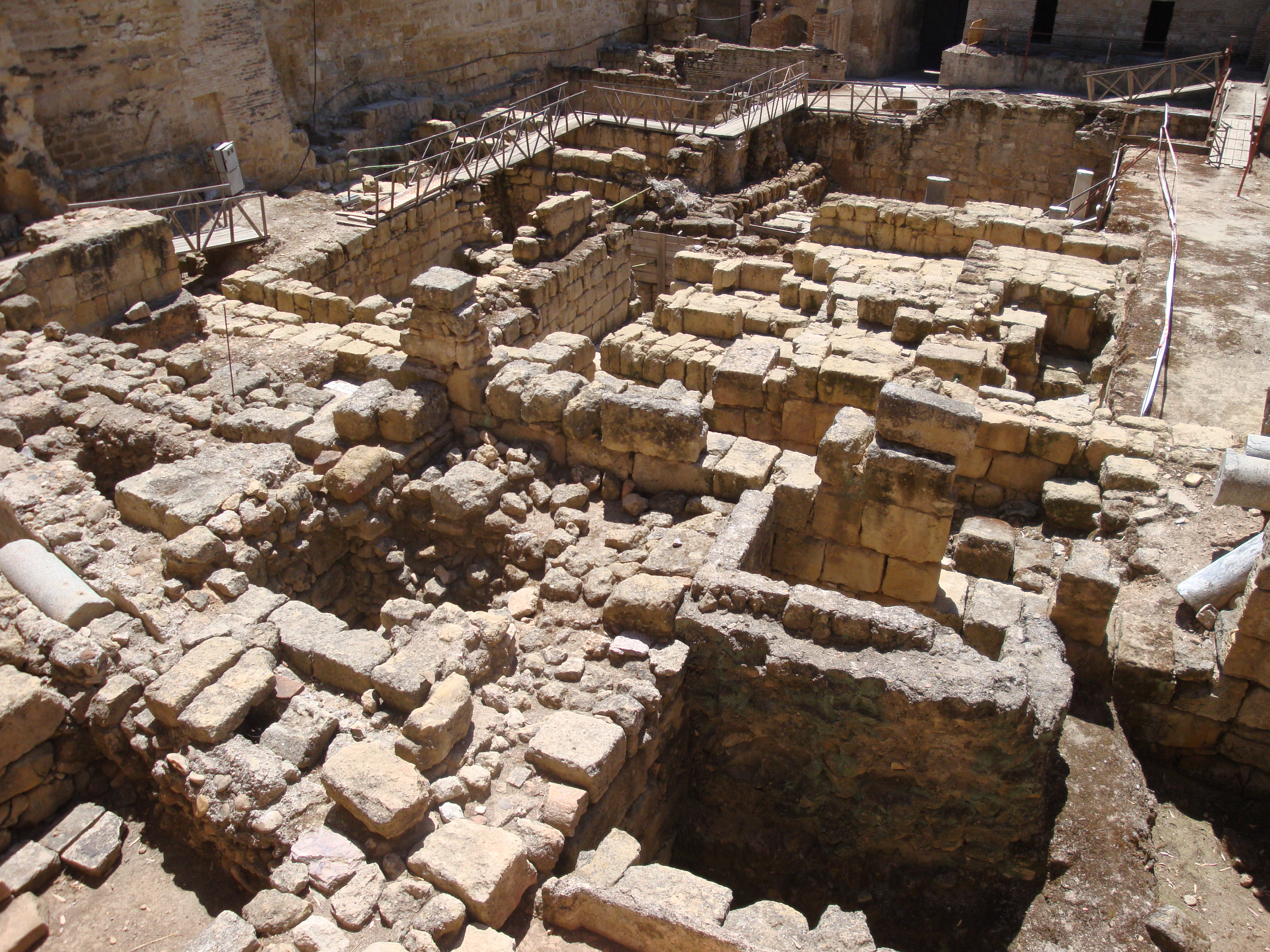
Las excavaciones en el patio de Mujeres dieron luz a restos arqueológicos que van desde el siglo I hasta el siglo XII

El patio de las Mujeres en ocasiones también era denominado como patio Oriental debido a esta orientación dentro del complejo. Recibe su nombre de la época en la cual el alcázar fue utilizado como cárcel, ya que en este patio era donde se encontraba la sección femenina de la misma. En esta estancia se pretendía construir un palacio de congresos y por ello se derribaron las estancias de la antigua prisión. Sin embargo, los restos encontrados hicieron fracasar la operación y quedó abandonado. Las excavaciones acontecidas en este lugar entre los años 2002-2004 hallaron abundantes restos arqueológicos como la muralla romana del siglo I tras la refundación realizada por el emperador Augusto, que podría identificarse con una zona portuaria, así como un mosaico de esta fecha fuera de esta muralla con temática acuática. En el siglo III se construyeron dependencias de carácter industrial sobre este mosaico. En el siglo V se produjo la construcción de un castellum adosado a esta muralla romana que tendría la función de proteger el puente romano y el puerto fluvial. Tras la declaración del Emirato de Córdoba por Abderramán I en el año 756, se produjo la construcción del Alcázar omeya, que supuso la elevación ligera del pavimento hasta 95,40 m s. n. m., mientras que durante el gobierno de Abderramán II (r. 822-852) se realizaron nuevos contrafuertes. Durante la invasión del Imperio almohade en el siglo XII, se colmataron los niveles omeyas de 95,40 hasta 98 m s. n. m., casi tres metros de altura, y se construyó un nuevo palacio, que todavía alberga muros de hasta 6 metros de altura en su zona norte. El eje vertebrador de esta etapa es una cloaca que recorre todo el patio de Mujeres.

### Sala de recepciones
La sala de recepciones, también conocida como sala del Océano, es una habitación de planta cuadrada situada junto al Salón de los mosaicos. En uno de sus muros se halla incrustado un mosaico romano dedicado al dios Océano. También se encuentran aquí algunos sitiales del antiguo coro capitular, que datan del siglo XVII y representan las antiguas colaciones cordobesas; así como un bargueño del siglo XVIII y un busto de Gonzalo Fernández de Córdoba, obra de Federico Amutio y Amil.

## Jardines

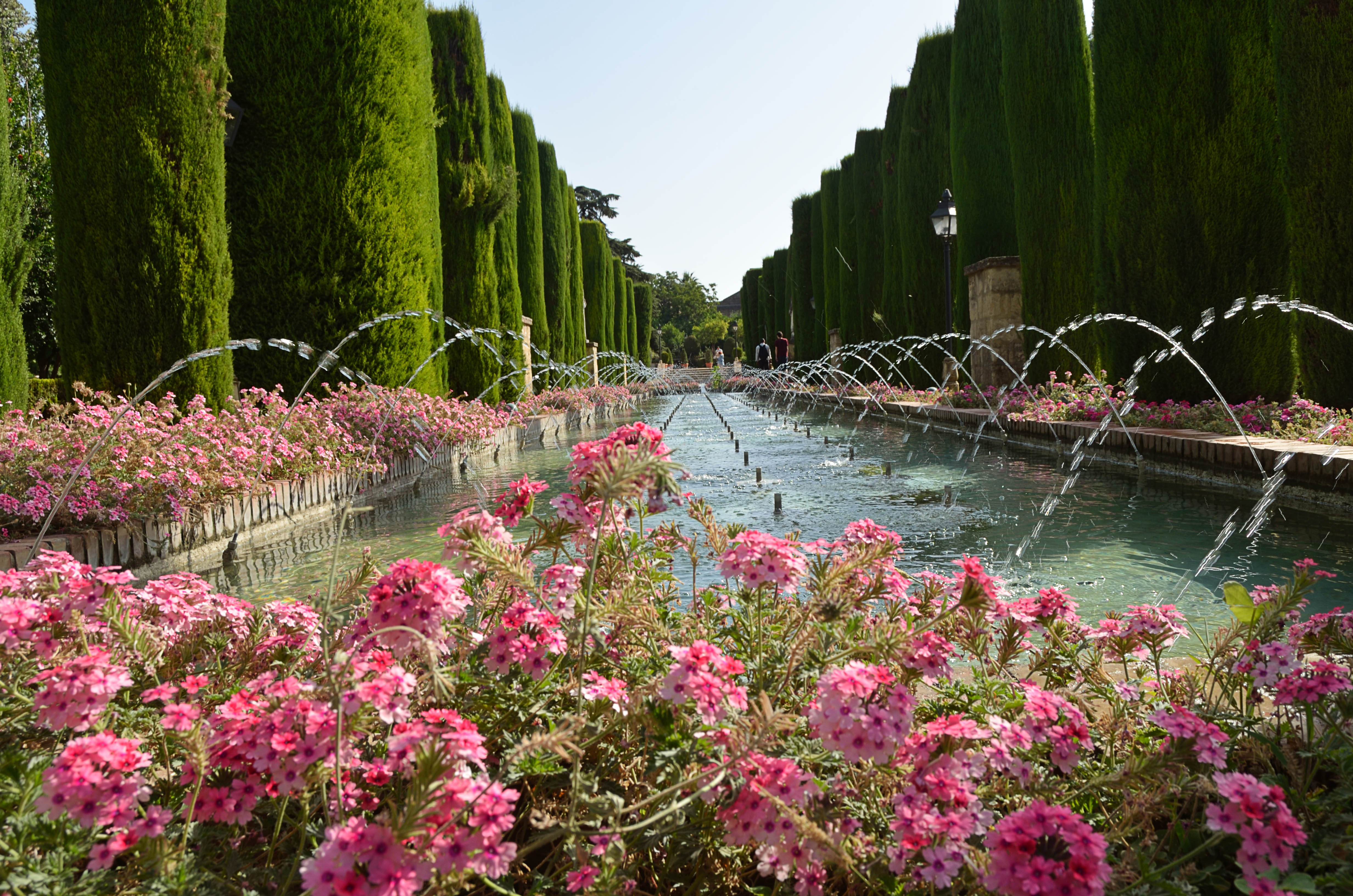
El paseo de los Reyes

La antigua Huerta del Alcázar se ha transformado en una impresionante superficie de aproximadamente 55.000m² de magníficos jardines con especies como palmeras, cipreses, naranjos y limoneros, que rodean a unos elegantes fuentes y estanques. Los jardines se estructuran en tres niveles.
- El jardín Alto se ubica entre la torre de los Leones y la fachada oriental de las Caballerizas Reales, muy cerca del pasadizo que une ambas construcciones, y fue configurado a mediados del siglo XX. Está compuesto por setos que le dan un característicos aroma.[10]
- El jardín Medio es anterior al resto de espacios verdes del Alcázar, y por ello su distribución es diferente. Fue configurado durante el siglo XIX sobre el antiguamente conocido como el Jardín de los Inquisidores. Alberga un carácter más íntimo y encontramos especies como naranjos, limones y acanto.[10]
- El jardín Bajo es el más grande de los jardines, fue configurado a mediados del siglo XX sobre la antigua huerta del Alcázar y su traza es completamente ortogonal.[10]

- El paseo de los Reyes es un paseo bordeado por una fila de cipreses cilíndricos y dividido en dos por dos estrechos estanques. En este paseo se hallan varias esculturas, todas realizadas por el escultor Pablo Yusti, de los monarcas castellanos que construyeron el alcázar, situadas sobre pedestales repartidos entre los setos. Entre los soberanos se encuentran Alfonso XI, Enrique II, Enrique III, Enrique IV y finalmente termina el paseo con la escultura de los Reyes Católicos frente a Cristóbal Colón, homenajeando la audiencia entre ellos.[50][10]
- Por último, encontramos un mosaico romano del siglo XX en un estanque junto al poema de Marcial que conmemora la plantación de un plátano por Julio César y su respectivo árbol, aunque ya sembrado en época moderna.[51]

## Espectáculo nocturno
El primer espectáculo nocturno «Noches mágicas en los jardines del Alcázar» comenzó en marzo de 2011 por la empresa Comsa y, aunque se canceló y se volvió a activar en varias ocasiones, el último se ofreció en octubre de 2019. El segundo espectáculo «Naturaleza encendida: Raíces» ofrecido por la empresa Letsgo, se inauguró el 22 de noviembre de 2022, aunque con un permiso provisional debido a que debía soterrar los cables al encontrarse en un monumento protegido, por lo que el espectáculo se suspendió en junio de 2023 a la espera de estas actuaciones.